# Schuja (Logmosero)
Die Schuja (russisch Шуя; finnisch Suojoki) ist ein Fluss in der Republik Karelien in Nordwestrussland.
Der 194 km lange Fluss hat seinen Ursprung im See Suojarwi. Von dort fließt er in südlicher Richtung, später wendet er sich nach Osten und mündet nördlich von Petrosawodsk in den Logmosero und in den Onegasee. Auf etwa halber Strecke durchfließt die Schuja die beiden Seen Schotosero und Wagatosero. In letzteren mündet die Sjanga, der Abfluss aus dem See Sjamosero.